# Berkenfeetiran
De berkenfeetiran (Empidonax flaviventris) is een zangvogel uit de familie Tyrannidae (tirannen).

## Verspreiding en leefgebied
Deze soort broedt in Canada en het noordoosten van de Verenigde Staten en overwintert van Mexico tot Panama.

## Status
De grootte van de populatie is in 2019 geschat op 19 miljoen volwassen vogels. Op de Rode lijst van de IUCN heeft deze soort de status niet bedreigd.